# René Cattarinussi
René Cattarinussi (Tolmezzo, 12 aprile 1972) è un ex biatleta italiano.

## Biografia
Originario di Forni Avoltri, in Coppa del Mondo ha esordito nel 1993 nell'individuale di Bad Gastein, chiuso al 108º posto; ha conquistato il primo podio nel 1996 nella sprint di Osrblie (3°) e la prima vittoria nel 1999 nella sprint di Anterselva.
Ai Mondiali del 1996 a Ruhpolding conquistò la medaglia di bronzo nello sprint e nella gara a squadre; l'anno seguente a Osrblie vinse l'argento nella gara sprint e il bronzo nella staffetta. Ancora conquistò il bronzo nello sprint ai Mondiali del 2000 di Oslo/Lahti e l'argento nella stessa specialità ai campionati successivi disputatisi a Pokljuka. In carriera ha anche partecipato a due edizioni dei Giochi olimpici invernali, con il 9º posto nella staffetta 4 x 7,5 km di Nagano 1998 come miglior piazzamento.
Si è ritirato nel 2003.

## Palmarès

### Mondiali
- 6 medaglie:
  - 2 argenti (sprint[1] a Osrblie 1997; sprint[1] a Pokljuka 2001)
  - 4 bronzi (sprint[1], gara a squadre[1] a Ruhpolding 1996; staffetta[1] a Osrblie 1997; sprint[1] a Oslo/Lahti 2000)

### Coppa del Mondo
- Miglior piazzamento in classifica generale: 8º nel 1997
- 12 podi (7 individuali, 5 a squadre[2]), oltre a quelli conquistati in sede iridata e validi anche ai fini della Coppa del Mondo:
  - 2 vittorie (individuali)
  - 3 secondi posti (1 individuale, 2 a squadre)
  - 7 terzi posti (4 individuali, 3 a squadre)

#### Coppa del Mondo - vittorie
| Data            | Località        | Nazione | Specialità |
| --------------- | --------------- | ------- | ---------- |
| 22 gennaio 1999 | Anterselva      | Italia  | SP         |
| 19 marzo 2000   | Chanty-Mansijsk | Russia  | MS         |

Legenda:

SP = sprint

MS = partenza in linea

### Campionati italiani
- 15 medaglie
  -  8 ori (individuale nel 1997; inseguimento nel 1998; sprint nel 1999; sprint nel 2000; inseguimento nel 2001; sprint nel 2002; sprint, inseguimento nel 2003)
  -  4 argenti (sprint nel 1995; sprint nel 1996; individuale nel 1999; inseguimento nel 2000)
  -  3 bronzi (sprint nel 1997; sprint nel 1998; sprint nel 2001)[senza fonte]